# Distretto di Dharmapuri
Il distretto di Dharmapuri è un distretto del Tamil Nadu, in India, di 2 833 252 abitanti. Il suo capoluogo è Dharmapuri.